# Clathria conectens
Clathria conectens är en svampdjursart som först beskrevs av Hallmann 1912.  Clathria conectens ingår i släktet Clathria och familjen Microcionidae. Inga underarter finns listade i Catalogue of Life.